# Papas Vicente Vidal
Papas Vicente Vidal és una empresa alimentària nascuda en 1931 a Benifaió (Ribera Alta). Fou creada per Vicente Vidal, nascut a Navarrés (Canal de Navarrés). El seu mercat és el de snacks de creïlla i el seu producte estrela, les papes. A les seues instal·lacions, de 8.000 metres quadrats, hi treballen més de 90 persones. L'empresa va ser venuda en 2011 a la companyia APEX, de Navarra.